# Adam Václav Michna z Otradovic
Adam Václav Michna z Otradovic – literal Adam Václav Michna de Otradovice – (cca. 1600 Jindřichův Hradec – 1676, Jindřichův Hradec) a fost un poet, compozitor, autor de imnuri, organist și conducător de cor catolic ceh de la începutul epocii baroce. El este, de asemenea, cunoscut sub numele simplificat de Adam Michna și în timpul vieții sale ca Adamus Václav Michna de Ottradowicz. A fost cel mai important compozitor și poet ceh de la începutul epocii baroce, care a inițiat dezvoltarea artei cehe în acea epocă și a devenit o importantă sursă de inspirație pentru artiștii cehi din generațiile viitoare.

## Viața
Michna provenea din familia nobiliară și muzicală Michna Ottradovic din orașul Jindřichův Hradec aflat în sudul Boemiei, care purta titlul de Cavaler. Tatăl său a fost organistul și trompetistul Michael Michna (multe alte rude au fost, de asemenea, trompetiști). În anii 1620 fraternitatea literară din oraș a fost restaurată de Lordul Cancelar Suprem al Regatului Boemiei Vilém Slavata și acel act, împreună cu activitățile Colegiului Iezuit, fondat în 1594, au contribuit foarte mult la dezvoltarea vieții culturale în oraș. Adam Michna a devenit primul student de la Colegiul Iezuit, unde a studiat în 1611-1612 și 1615-1617 la gimnaziu. În secolele al XVII-lea și al XVIII-lea Ordinul Iezuiților a fost o mare influență asupra vieții muzicale în Ținuturile Cehe. Multe compoziții ale lui Michna au fost tipărite mai târziu și publicate de către iezuiții din Praga.
Se cunosc puține despre viața sa de mai târziu. El a devenit membru al Societății Literare și organist și dirijor al corului, în 1633, la biserica parohială din Jindřichův Hradec. A contribuit la îmbunătățirea vieții muzicale din oraș, era un cetățean bogat și respectat din Jindřichův Hradec și, de asemenea, proprietar al unui studio muzical. El a fost căsătorit de două ori, dar nu există nici o înregistrare că ar fi avut vreun copil. În 1673 a creat o fundație pentru educația muzicienilor tineri și nevoiași.

## Activitatea compozițională
Adam Michna a fost prolific, dar nu toate lucrările sale au fost păstrate și cunoscute astăzi. Există 230 de compoziții ale sale din trei colecții în limba cehă și două în limba latină. Majoritatea efortului său creator a fost dedicat muzicii sacre. Cele mai cunoscute sunt cele trei cicluri de imnuri, Česká mariánská muzika (Muzica mariană cehă), Loutna česká (Lăuta cehă) și Svatoroční muzika (Muzica Anului Sfânt).
El a compus atât muzică vocală, cât și muzică vocal-instrumentale pe propriile sale versuri. El a scris multe cântece sacre în limba cehă; unele sunt încă bine cunoscute și populare, precum colinda „Vánoční noc” (Noaptea de Crăciun), mai bine cunoscut sub numele de Chtíc, aby spal, care este de obicei cântată de Crăciun în Republica Cehă. Este posibil ca Michna să fi fost familiarizat cu tehnicile de compoziție de la începutul barocului italian.

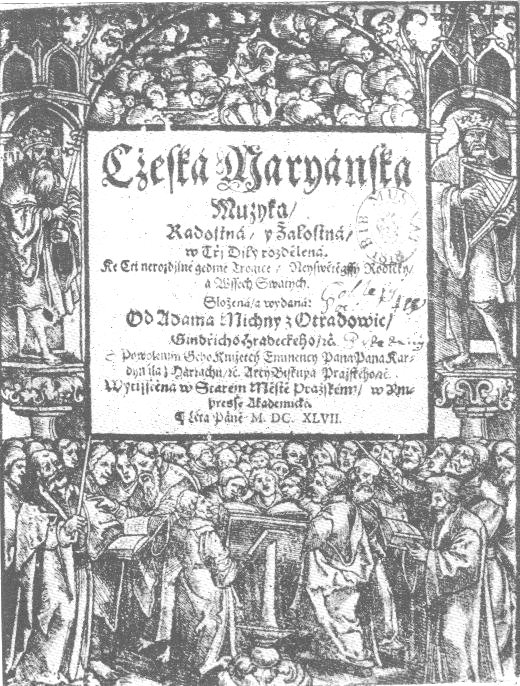
Pagina de titlu a colecției Česká mariánská muzika de Adam Václav Michna z Otradovic (1647)

### Muzica
Opera muzicală a lui Adam Michna poate fi împărțită în două părți:
Muzică sacră (pe texte liturgice, în limba latină), bogată melodic, cu sunet polifonic, folosind în special instrumente de alamă (trompete, tromboane), instrumente cu coarde și orgă. Părțile vocale se bazează pe contrastul de timbru între vocea solo și cor.
- Obsequium Marianum (1642)
- Officium vespertinum, Psalmi (1648)
- Magnifica I. toni (1654) –
- Sacra et litaniae – conține 5 mise, 2 litanii, un Te Deum și un requiem
- Missa Sancti Wenceslai

Cântece și imnuri (melodii omofonice pe propriile sale texte în limba cehă – poeme puse pe muzică)
- Česká mariánská muzyka (1647)
- Loutna česká (1653)
- Svatoroční muzyka (1661)
- piese speciale

### Poezie
Poezia lui Michna se bazează pe utilizarea sunetelor cuvintelor, a rimelor și a frazelor bogat metaforice. Imaginile sale verbale sunt foarte vii și au scopul de a influența simțurile. Tema sa preferată poate fi descrisă ca o luptă internă între binele și răul din om, trecând de la imaginile minunate ale paradisului la chinurile cumplite ale iadului, dar cu o perspectivă filosofică specific nobiliară (cu toate acestea, el a folosit uneori un limbaj colocvial), îmbogățită cu un umor modest, care provine dintr-un punct de vedere critic la adresa societății umane. Printre alte teme principale ale sale este reprezentarea imaginativă a naturii. El a fost primul poet ceh care a creat fenomenul poeziei spiritual-romantice. Lista de poezii este, practic, identică cu colecția de melodii.

## Citat
„ ...Geniul lui Michna stă în structurile ritmice geniale. Opera sa este caracterizată printr-un subtil și complex amestec de variații ritmice, modele ritmice ce trec de multe ori de la trei pătrimi la două pătrimi într-o singură piesă. Această comandă a ritmului și amploarea culorii muzicale este echivalentă cu aceea a contemporanilor săi italieni. Michna este la fel de important pentru cehi, ca Heinrich Schütz pentru germani și Claudio Monteverdi pentru italieni...”

## Înregistrări
- Sacra Et Litaniae à 5, 6, 7 și 8 Vocum Cum Instrumentis – Václav Smetáček, Josef Veselka, Symphonisches Orchester Des Rundfunks von Bratislava, Moravan, Schwann, 1966
- Missa à 7, Cantiones, Requiem – Capella Regia Musicalis, Robert Hugo; Studio Matouš, 1992, Premiul Grammy pentru muzică clasică[10] în 1993
- Missa Sancti Wenceslai, Svatoroční Muzika – Capella Regia Musicalis, Robert Hugo; Popron Muzica, 1994
- Officium Vespertinum Capella Regia Musicalis, Robert Hugo; Arta Records, 2001
- The Czech Lute (Loutna česká) – Corul de Cameră din Praga, Musica Bohemica, Jaroslav Krček; Supraphon, 2002. Musica Pro Santa Cecilia, 2008
- Messe de Saint-Wenceslas & Requiem - Chorale Franco-Allemanda de Paris, Dirijor Bernard Lallement: Wild Palms Muzica, 2006.  Această înregistrare a fost, de asemenea, lansată în 1992 de Harmonia Mundi și BNL Productions.